# Atlético-MG 2–1 Brasil (1969)
Atlético 2x1 Brasil foi um amistoso realizado em 3 de setembro de 1969 no Mineirão. Teve como objetivo celebrar o 147º Aniversário da Independência do Brasil e também festejar a classificação da Seleção para a Copa do Mundo FIFA de 1970.

## Antecedentes

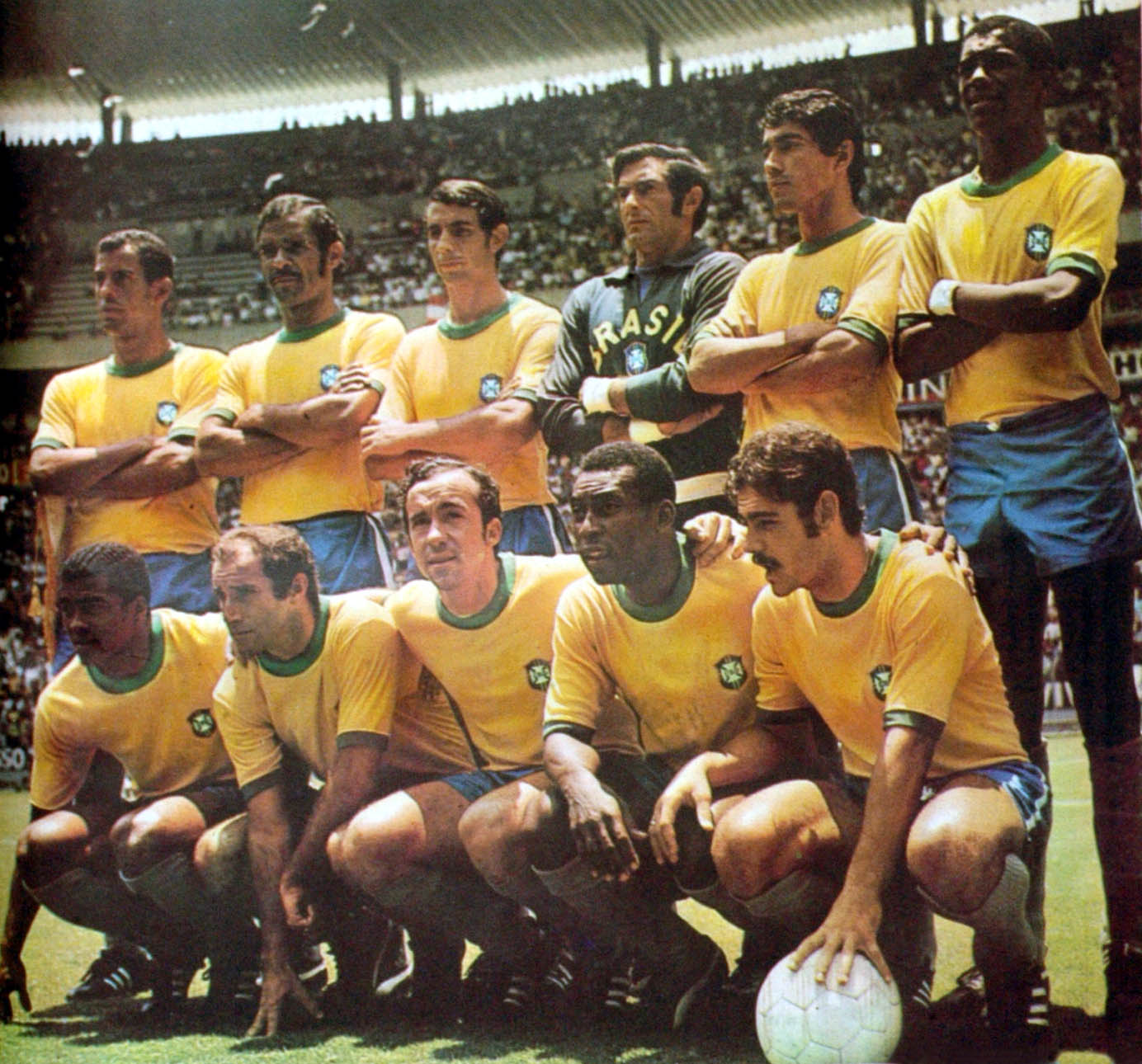
Seleção de 1970 que foi derrotada pelo Atlético em 1969.

Após o fracasso na Copa do Mundo de 1966, a Seleção brasileira voltou a participar de eliminatórias para o torneio de 1970. Disputou uma das três vagas do continente sul-americano contra as Seleções da Colômbia, Venezuela e Paraguai que completavam o grupo B da América do Sul. A participação do Brasil foi irretocável, sob o comando do técnico João Saldanha, venceu todos os adversários em ambas as partidas (jogos de ida e volta), marcando 23 gols e sofrendo apenas dois.
A base da seleção era formada por jogadores do Botafogo, Cruzeiro e do Santos. Utilizando o esquema 4-2-4, o time principal tinha a seguinte formação: Goleiro - Félix, laterais - Carlos Alberto e Rildo, zagueiros - Djalma Dias e Joel, médio-volante - Piazza, meia-armador - Gerson, ponteiros - Jairzinho e Edu e completando o ataque - Pelé e Tostão.
Antes da Copa do Mundo de 1970, houve um amistoso no dia de 3 de setembro de 1969 contra o Atlético e a futura Seleção campeã de 1970 foi derrotada por 2-1. Depois do ocorrido, foram proibidos jogos amistosos de equipes brasileiras com a Seleção. O Brasil que ganhou sua terceira Copa no México em 1970, colocou em campo o que foi considerado, segundo uma pesquisa global com especialistas, realizada pela revista inglesa World Soccer, a melhor equipe de futebol de todos os tempos com Pelé, em sua última edição de Copa do Mundo, Carlos Alberto Torres, Jairzinho, Tostão, Gérson, Piazza, Clodoaldo e Rivelino. Após ganhar a Taça Jules Rimet pela terceira vez, o Brasil pôde mantê-la para si.

## O Jogo
| 3 de setembro | Atlético Mineiro                | 2–1       | Brasil   | Estádio Mineirão, Belo Horizonte          |
| 21:30         | Amauri 42' · Dadá Maravilha 65' | Relatório | Pelé 50' | Público: 71 533 Árbitro: Amilcar Ferreira |

|  |

|                |    |                   |  |             |
|                |    |                   |  |             |
| GR             | 1  | Mussula           |  |             |
| LD             | 2  | Humberto Monteiro |  |             |
| ZA             | 3  | Grapete           |  |             |
| ZA             | 4  | Normandes         |  | Substituído |
| LE             | 6  | Cincunegui        |  | Substituído |
| VO             | 5  | Oldair            |  | Capitão     |
| VO             | 8  | Amauri            |  |             |
| AD             | 7  | Vaguinho          |  |             |
| MC             | 10 | Laci              |  |             |
| AE             | 11 | Tião              |  | Substituído |
| AT             | 9  | Dadá              |  |             |
| Substituições: |    |                   |  |             |
| MC             | 14 | Zé Horta          |  |             |
| MC             | 16 | Vantuir           |  |             |
| AT             | 19 | Caldeira          |  |             |
| Treinador:     |    |                   |  |             |
| Yustrich       |    |                   |  |             |

|                |    |                |  |                 |
|                |    |                |  |                 |
| GR             | 1  | Félix          |  |                 |
| LD             | 2  | Carlos Alberto |  |                 |
| ZA             | 3  | Djalma Dias    |  |                 |
| ZA             | 4  | Joel           |  |                 |
| LE             | 6  | Rildo          |  | Substituído     |
| MC             | 5  | Wilson Piazza  |  |                 |
| MC             | 8  | Gérson         |  | Substituído     |
| AD             | 10 | Pelé           |  |                 |
| MA             | 7  | Jairzinho      |  |                 |
| AT             | 8  | Tostão         |  | Substituído     |
| AT             | 11 | Edu            |  | Substituído     |
| Substituições: |    |                |  |                 |
| ZA             | 17 | Everaldo       |  | Entrou em campo |
| AT             | 9  | Rivelino       |  | Entrou em campo |
| MC             | 14 | Zé Maria       |  | Entrou em campo |
| MC             | 15 | Paulo César    |  | Entrou em campo |
| Treinador:     |    |                |  |                 |
| João Saldanha  |    |                |  |                 |

Homem do Jogo:
Dadá Maravilha (Atlético)

## Outros confrontos
| Lista de Jogos        |            |               |        |                   |                |
| Data                  | Competição | Time mandante | Placar | Time visitante    | Cidade         |
| 25 de Março de 1956   | Amistoso   | Atlético      | 0 x 1  | Brasil            | Belo Horizonte |
| 24 de Abril de 1966   | Amistoso   | Atlético      | 1 x 4  | Brasil            | Belo Horizonte |
| 1 de Maio de 1966     | Amistoso   | Atlético      | 0 x 5  | Brasil            | Belo Horizonte |
| 3 de Setembro de 1969 | Amistoso   | Atlético      | 2 x 1  | Brasil            | Belo Horizonte |
| 13 de Junho de 1972   | Amistoso   | Atlético      | 0 x 0  | Brasil (Olímpico) | Caxambu        |

Fonte: Galo Digital: Atlético x Brasil